# Rhinocricus perplicatus
Rhinocricus perplicatus är en mångfotingart som beskrevs av Loomis 1938. Rhinocricus perplicatus ingår i släktet Rhinocricus och familjen Rhinocricidae. Inga underarter finns listade i Catalogue of Life.